# Sport Clube Humaitá
El Sport Clube Humaitá es un equipo de Fútbol de Brasil que juega en el Campeonato Brasileño de Serie D, la cuarta división nacional, y en el Campeonato Acreano, la primera división del Estado de Acre.

## Historia
Fue fundado el 15 de marzo de 2003 en el municipio de Porto Acre inicialmente como un equipo aficionado, y pasa al profesionalismo en 2015. Al año siguiente es campeón de la segunda división estatal y logra el ascenso al Campeonato Acreano por primera vez.
En 2019 participa por primera vez en la Copa Verde en la que es eliminado en la primera ronda por el Nacional del estado de Amazonas. En 2021 es subcampeón del Campeonato Acreano y logra la clasificación al Campeonato Brasileño de Serie D y a la Copa de Brasil por primera vez en su historia.
Comenzó su temporada 2022 ganando por primera vez el Campeonato Acreano, esto tras ganar el hexagonal final a falta de una fecha de que culmine. Por otro lado, en su debut en la Copa de Brasil, cayó eliminado tras empatar de local 2-2 ante Brasiliense, esto debido a que los visitantes tenían ventaja deportiva en caso de empates. En su debut en la Serie D integró el grupo 1, donde logró 6 puntos en 14 partidos, terminando así penúltimo, logrando su única victoria ante São Raimundo de Roraima como local 2-1.

## Palmarés
- Campeonato Acreano (1): 2022
- Campeonato Acreano Segunda División (1): 2016